# Max Ratzenhofer
Max Ratzenhofer (* 4. Dezember 1911 in Gmunden; † 29. Mai 1992 in Graz) war ein österreichischer Pathologe.

## Leben
Nach der Promotion 1936 war er am Pathologischen Institut bei Hermann Chiari tätig. Nach der Habilitation 1941 wechselte er 1942 an das Grazer Institut unter Friedrich Feyrter. 1952 wurde er außerordentlicher Professor und 1956 Nachfolger Theodor Konscheggs als Ordinarius und Vorstand des Pathologischen Instituts in Graz. 1964/65 war er Dekan der Medizinischen Fakultät der Universität Graz. Die Emeritierung erfolgte 1982.
Ratzenhofer war 1974 Vorsitzender der Deutschen Gesellschaft für Pathologie bei deren 58. Jahrestagung in Interlaken und 1982 laut Horst Nizze „namhafter Gastreferent“ bei der 9. Tagung der Gesellschaft für Pathologie der DDR in Neubrandenburg.

## Schriften (Auswahl)
- Moderne Physik in der Medizin. Die Bedeutung mikrophysikalischer Elementarereignisse für den gesunden und den kranken Organismus. Wien 1946, OCLC 603576497.
- Molekularpathologie. Berlin 1975, ISBN 3-540-07222-5.
- mit Heinz Höfler und Ludwig Auböck: Neurogene Appendikopathie. Eine fakultative Vorkrankheit der Appendixkarzinoide. Beitrag zur Lehre der disseminierten endo-(para-)krinen Zellen Feyrters. 8 Tabellen. Stuttgart 1982, ISBN 3-13-124501-8.

## Belege
1. ↑  Dekane der Medizinischen Fakultät (1863/64–2003/04), archiv.uni-graz.at, abgerufen am 7. Juli 2022.
2. ↑  DGP Vorsitzende und Schriftführer, pathologie-dgp.de, abgerufen am 7. Juli 2022.
3. ↑  Horst Nizze: Pathologie in Rostock (PDF; 804 kB), S. 21

| Personendaten    | Personendaten              |
| ---------------- | -------------------------- |
| NAME             | Ratzenhofer, Max           |
| KURZBESCHREIBUNG | österreichischer Pathologe |
| GEBURTSDATUM     | 4. Dezember 1911           |
| GEBURTSORT       | Gmunden                    |
| STERBEDATUM      | 29. Mai 1992               |
| STERBEORT        | Graz                       |